# 세인트 앤드루스 (경기장)
세인트 앤드루스(St Andrew's)는 영국 잉글랜드의 축구 경기장이다. 버밍엄에 위치해 있는 이 경기장은 지역 축구 클럽 버밍엄 시티 FC의 홈 경기장이다.